# Hitomi Miyake
Hitomi Miyake (三宅 ひとみ Miyake Hitomi?, nació 10 de julio de 1992) es un talento y ídolo japonés de Tokio. Está representada en Biscuit Entertainment, y es miembro de la segunda generación del grupo ídolo japonés Idoling!!!.

## Filmografía

### Películas
- Maria-sama ga Miteru (2010) como Yoshino Shimazu

### Dramas de televisión
- Great Teacher Onizuka (2012) como Megumi Asakura (Fuji TV)

### Programas de televisión
- Idoling!!! (abril de 2008-presente) (Fuji TV)
- Shu-ichi (3 de abril de 2011 - 25 de marzo de 2012) (NTV)
- Major League Sengen 2012 (30 de abril de 2012 - 12 de noviembre de 2012) (TV Tokyo)

### Anime
- Code Geass: Lelouch of the Rebellion R2 (2008) como Miya I.Hillmick (TBS)

### Vídeo imagen
- Yamato Nadeshiko ni Naritai! (30 de enero de 2009)
- Taiikukai-kei no Hibi (12 de junio de 2009)
- Hitomi ni Utsuru Mono (27 de noviembre de 2009)
- Miyake Hitomi Tokushu Zokango!!! (26 de febrero de 2010)

### Comercial de televisión
- Ikeda Mohando Muhi Whity (Compilación hermanas, con Shoko Nakagawa actuando como su hermana mayor) (2012)

### Libros de Fotos
- 17 no 17 (18 de marzo de 2010) - ISBN 978-4054043824